# Vision Tower (Brisbane)
La Vision Tower est un gratte-ciel résidentiel en projet à Brisbane en Australie. Il devrait atteindre 274 mètres pour 90 étages.